# Neoptinus parvus
Neoptinus parvus is een keversoort uit de familie klopkevers (Ptinidae). De wetenschappelijke naam van de soort werd in 1900 gepubliceerd door Charles Joseph Gahan.